# ブルジュマーン駅
ブルジュマーン駅（ブルジュマーンえき、アラビア語: محطة برجمان、アラビア語発音: [burdʒumaːn]）はアラブ首長国連邦ドバイにある、ドバイメトロの駅である。

## 沿革
レッドラインの初期開業区間（ラシディヤ-ナヒール・ハーバー&タワー間）開通と同時に2009年9月9日に「ハリード・ビン・アル・ワリード駅」（アラビア語: خالد بن الوليد）という駅名で開業した。2012年末にブルジュマーン・ショッピングセンターにちなんで「ブルジュマーン駅」に改名した。

## 駅構造
隣のユニオン駅と同様、レッドラインとグリーンラインの乗換駅であるため、他の駅と比べて複雑な構造をしている。レッドラインはシェイク・ハリーファ・ビン・ザヤード・ロードの地下に並行し、グリーンラインはハリード・ビン・アル・ワリード・ロードの地下に並行している。両線とも相対式ホームを有している。

### のりば
案内上ののりば番号は両線共に設定されていない。
| ホーム                   | 路線                  | 行先                                                             |
| レッドラインのりば       | レッドラインのりば    | レッドラインのりば                                               |
| ------------------------ | --------------------- | ---------------------------------------------------------------- |
| ラシディヤ方面のりば     | ■レッドライン(上り)   | エアポート・ターミナル1・エアポート・ターミナル3・ラシディヤ方面 |
| ジュベル・アリ方面のりば | ■レッドライン(下り)   | ブルジュ・ハリーファ/ドバイ・モール・ジュベル・アリ方面          |
| グリーンラインのりば     |                       |                                                                  |
| エティサラート方面のりば | ■グリーンライン(上り) | ユニオン・エティサラート方面                                     |
| クリーク方面のりば       | ■グリーンライン(下り) | ドバイ・ヘルスケア・シティ・クリーク方面                         |

## 利用状況
開業して以来、1561万1千人以上の利用客がおり、ドバイメトロで2番目に混雑した駅となっている。

## 駅周辺
ドバイの歴史的街区に位置し、駅南側には名前の由来となったブルジュマーンショッピングセンターがある。また、カナダ、エジプト、インド、イギリスを含むいくつかの領事館が近接している。

## 隣の駅
ドバイメトロ
■レッドライン
アル・イッティハード (19) - ブルジュマーン駅 (20) - ADCB駅 (21)
■グリーンライン
アル・ファヒディ駅 (25) - ブルジュマーン駅 (26) - アウド・メサ駅 (27)